# NGC 619
NGC 619 је спирална галаксија у сазвежђу Вајар која се налази на NGC листи објеката дубоког неба.
Деклинација објекта је - 36° 29' 22" а ректасцензија 1h 34m 51,7s. Привидна величина (магнитуда) објекта NGC 619 износи 13,5 а фотографска магнитуда 14,3. NGC 619 је још познат и под ознакама ESO 353-21, MCG -6-4-51, AM 0132-364, PGC 5878.